# Milan Lazar
Milan Lazar, slovenski zdravnik infektolog, * 6. april 1920, Ljubljana, † 2008.
Lazar je leta 1948 diplomiral na Medicinski fakulteti v Ljubljani, tu je 1953 opravil specialistični izpit iz infektologije in 1974 doktoriral. Izpopolnjeval se je na več evropskih univerzah (v Lyonu, Parizu, Freiburgu in Münchnu). Leta 1980 je postal redni profesor na MF v Ljubljani.